# Petit-Saint-Vincent
Pour les articles homonymes, voir Saint-Vincent et PSV.
Petit-Saint-Vincent, également désignée par le sigle PSV, est une île de l'archipel des Grenadines, dans les Petites Antilles et la mer des Caraïbes. Elle dépend de l'État de Saint-Vincent-et-les-Grenadines dont elle est l'île la plus méridionale.

## Localisation
Les îles les plus proches sont Petite Martinique, dépendance de la Grenade, à 700 mètres au sud (au passage le plus étroit), Palm Island à 5 kilomètres au nord, et Union et Frigate Island à 7 kilomètres au nord-ouest.
On trouve aussi deux îlots inhabités, en fait des bancs de sable, Morpion et Punaise, à respectivement 1 et 2 kilomètres environ au nord-ouest.
Par rapport aux Grenadines dans leur ensemble, Saint-Vincent (l'île la plus septentrionale) est à environ 70 kilomètres au nord-nord-est, et Grenade (la plus méridionale) à environ 40 kilomètres au sud-ouest.

## Utilisation
C'est une île privée, occupée par un complexe hôtelier.